# Xanthorhoe infuscata
Xanthorhoe infuscata là một loài bướm đêm trong họ Geometridae.